# 豊田香窓
豊田 香窓（とよだ こうそう、天保5年（1834年） - 慶応2年9月2日（1866年10月10日））は、『大日本史』編纂に貢献した水戸藩士である。豊田小太郎ともいう。名は靖。号、香窓。妻は豊田芙雄。

## 生涯
水戸藩士豊田天功の長男として生まれた。幼い頃から父・天功に学び勤勉であったため、水戸藩によって選抜され蘭学を修め、洋学世話掛に任ぜられて「航海要録」を訳述した。彰考館総裁代に就任し、『大日本史』の「職官志」の草稿を執筆するなど、『大日本史』編纂に貢献した。のちに脱藩して京都に入り、本圀寺警衛に身を投じたが、水戸藩尊王攘夷の過激派によって暗殺された。享年33。
大正13年（1924年）、従五位を追贈された。